# هلند (آرکانزاس)
هلند (آرکانزاس) (به انگلیسی: Holland, Arkansas) یک شهر در ایالات متحده آمریکا با جمعیت ۵۷۷ نفر است که در آرکانزاس واقع شده‌است.